# 1006
Năm 1006 là một năm trong lịch Julius.

## Sự kiện
- Siêu tân tinh SN 1006 là hiện tượng thiên văn có độ sáng cao nhất từng được biết đến trong lịch sử

## Sinh
- Không rõ: Konstantinos X Doukas, vị Hoàng đế Đông La Mã trị vì từ năm 1059 đến 1067. (m. 1067)